# Даринка Ђурашковић
Даринка Ђурашковић (Љешница, 12. септембар 1932 — Београд, 15. фебруар 2003) била је југословенска позоришна, филмска и телевизијска глумица.
Даринка Ђурашковић била је првакиња позоришта у Сарајеву. Након распада Југославије долази у Београд 1992. године, где је као слободни уметник радила  у више позоришта.

## Филмографија
| Год.         | Назив                                   | Улога                             |
| ------------ | --------------------------------------- | --------------------------------- |
| 1950.-те     |                                         |                                   |
| 1957.        | Само људи                               |                                   |
| 1960.-те     |                                         |                                   |
| 1969.        | Моја страна света                       | (као Даринка Ђурашковић-Ценгле)   |
| 1970.-те     |                                         |                                   |
| 1970.        | Угурсуз (ТВ филм)                       | Азама                             |
| 1974.        | Упркос свему                            | Бојанина мајка                    |
| 1975.        | Догађај на другом перону                |                                   |
| 1975.        | Стијена                                 |                                   |
| 1975.        | Одборници (ТВ серија)                   |                                   |
| 1976.        | Врхови Зеленгоре                        | болничарка Анђа                   |
| 1977.        | Ивана Максина                           | Ивана Максина                     |
| 1977.        | Поробџије (ТВ серија)                   |                                   |
| 1978.        | Прича о кмету Симану                    |                                   |
| 1979.        | Дјетињство младости                     |                                   |
| 1979.        | Тале (ТВ серија)                        | партизанка - преводилац           |
| 1980.-те     |                                         |                                   |
| 1982.        | 13. јул                                 |                                   |
| 1983.        | Хасанагиница                            | мајка Хасанагина                  |
| 1990.-те     |                                         |                                   |
| 1990.        | Цајтон                                  |                                   |
| 1991.        | Сарајевске приче                        | Рајка                             |
| 1991.        | Мој брат Алекса                         |                                   |
| 1992.        | Алекса Шантић (ТВ серија)               |                                   |
| 1992-1993.   | Волим и ја неранџе... но трпим (серија) | Петруша                           |
| 1994.        | Голи живот                              | Ђурђа                             |
| 1994.        | Жеља звана трамвај                      | бака                              |
| 1995.        | Наслеђе                                 | Жденка                            |
| 1993 - 1996. | Срећни људи                             | Лолина мајка                      |
| 1996.        | Горе доле                               | Сарина и Лулетова кућна помоћница |